# Sumer is icumen in
Sumer is icumen in (Der Sommer ist gekommen) ist der bekanntere mittelenglische Titel eines Kanons, der von der Forschung allgemein als das älteste in der europäischen Musikgeschichte überlieferte Beispiel dieser mehrstimmigen Kompositionstechnik anerkannt ist. Das um die Mitte des 13. Jahrhunderts entstandene Stück wurde kurz vor 1300 erstmals schriftlich fixiert; in dieser ersten Handschrift findet sich neben dem weltlichen, volkssprachlichen Text auch ein geistlicher in mittellateinischer Sprache, der mit den Worten Perspice christicola beginnt. Als ältestes bekanntes sechsstimmig gesetztes Musikstück, als Dokument der sich entwickelnden mittelenglischen Sprache im Allgemeinen und der Emanzipation volkssprachlicher, weltlicher Liedtexte neben lateinisch verfassten mit geistlicher Thematik sowie als außerordentlich frühes Beispiel harmonisch aufgefassten Musizierens nimmt der „Sommerkanon“ eine herausgehobene Position in der Musikgeschichte ein.

## Überlieferungsgeschichte

### Die „Reading rota“
Der Kanon erscheint erstmals in einer spätmittelalterlichen Handschrift, die heute als MS Harley 978 in der British Library aufbewahrt wird. Der Codex stammt ursprünglich aus der Bibliothek der Abtei Reading. Da dieses Kloster jedoch kein eigenes Skriptorium unterhielt, wird im Allgemeinen die vergleichsweise nahe gelegene Universitätsstadt Oxford als Entstehungsort angenommen.
Auf die Herkunft des Manuskripts bezieht sich auch eine gängige Alternativbezeichnung des Sommerkanons, „Reading rota“. Das lateinische Wort rota (= Rad) wird hier synonym zum englischen round verwendet und bezeichnet die Form des Ringkanons.

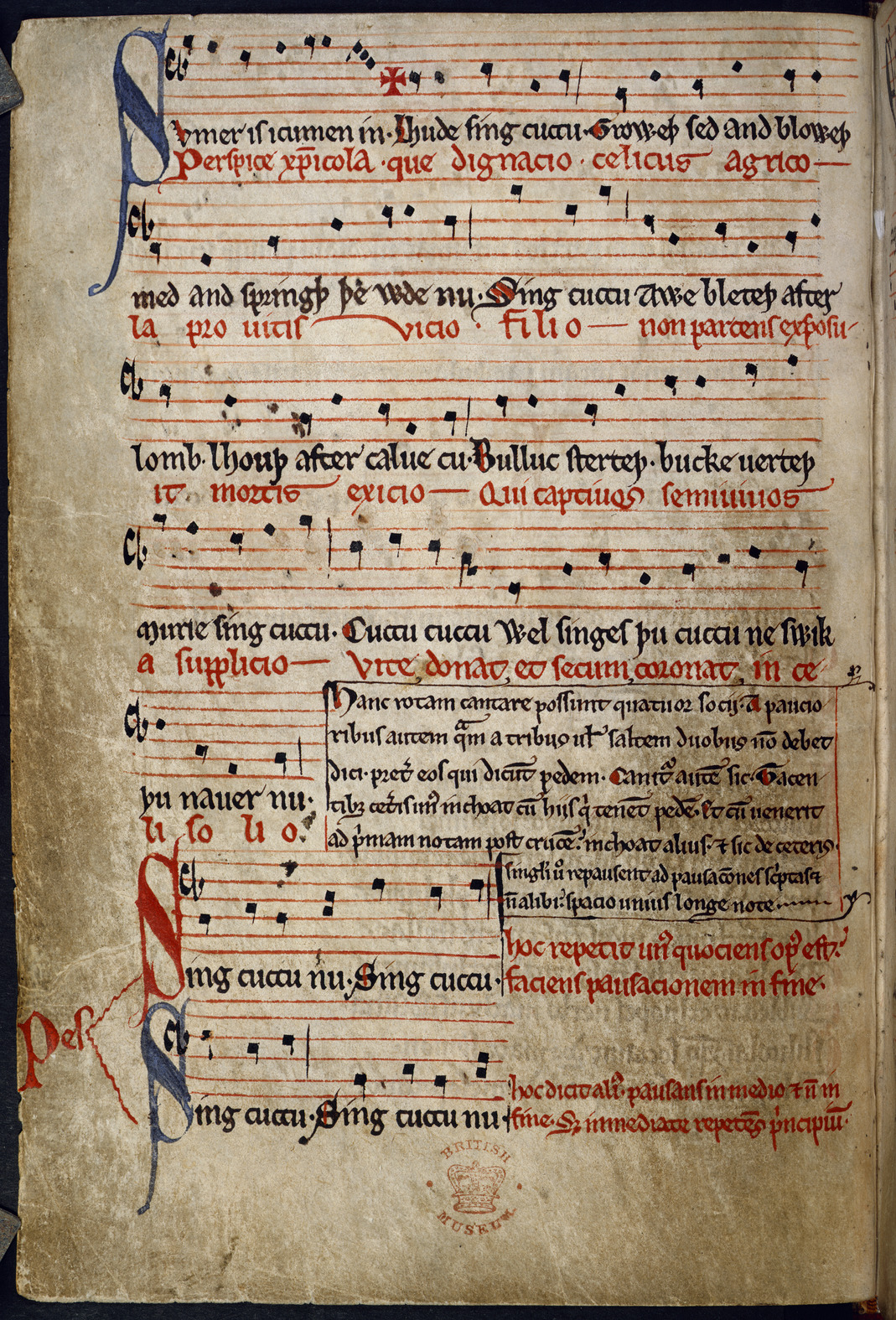
MS Harley 978 f.11v stellt den „Sommerkanon“ in einer frühen Form der Mensuralnotation dar. Das ist sechsstimmig ausgesetzt.

Als erster Besitzer und möglicherweise auch Auftraggeber der Abschrift wird William von Winchester vermutet, einer der drei in MS Harley 978 namentlich erwähnten Mönche der Readinger Abtei, der als Musikliebhaber bekannt war. Im Codex selbst sind Schriften verschiedenen Charakters, jedoch alle religiöser Natur, gesammelt. Sumer is icumen in ist der einzige darin enthaltene weltliche Text und darüber hinaus der einzige in englischer Sprache, während das übrige Material (darunter auch weitere Musikstücke) in Französisch und Latein verfasst ist.

### Datierung

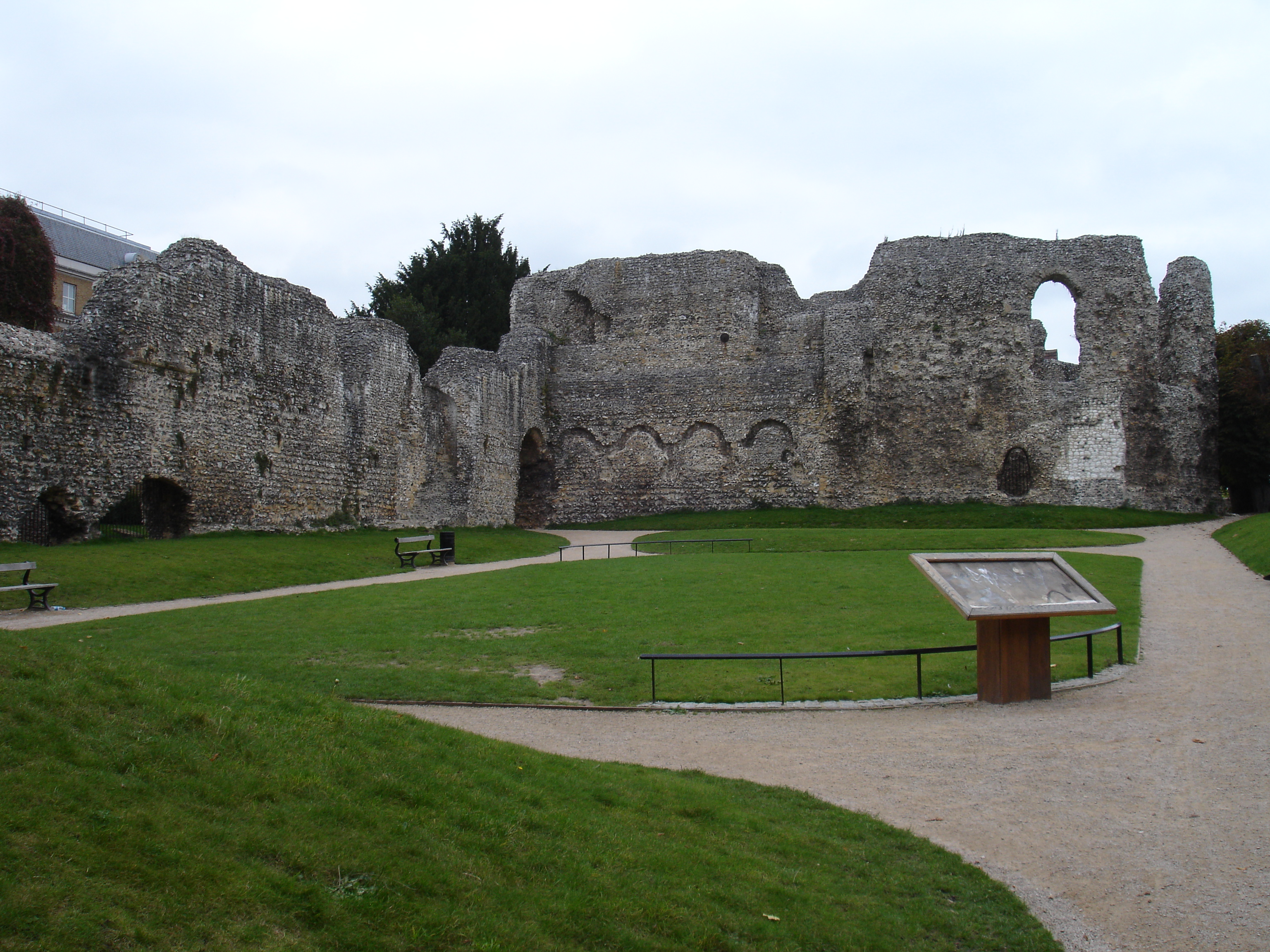
Ruinen der Reading Abbey, Blick vom Dormitorium auf das Kapitelhaus

Die Herstellung der eigentlichen Handschrift wird heute auf die letzten Jahre des 13. Jahrhunderts datiert; bis ins erste Drittel des 20. Jahrhunderts nahm man für den Sommerkanon selbst eine Entstehungszeit um 1230 an. Diese Datierung wurde annähernd auch von den ersten systematischen Untersuchungen zu dem Stück gestützt, die auf den später in die USA emigrierten deutschen Musikwissenschaftler Manfred Bukofzer zurückgehen. Bukofzer selbst widerrief seine früheren Einschätzungen jedoch in einem Aufsatz aus dem Jahre 1944 und setzte die Entstehungszeit des Kanons nun weit später an. Heutzutage gelten Bukofzers späte Thesen ihrerseits als weitgehend widerlegt, und die Forschung datiert die Komposition von Sumer is icumen in wieder in die Mitte des 13. Jahrhunderts.
Für die Datierung spielen neben bibliothekskundlichen Erkenntnissen und Methoden auch philologische (etwa in Bezug auf die Entwicklung des Mittelenglischen) und natürlich musikwissenschaftliche (beispielsweise auf die im Manuskript verwendete Mensuralnotation) Erwägungen eine Rolle, die jedoch bis heute kein eindeutiges Resultat gezeitigt haben.

### Urheberschaft
Die Zuschreibung an W. de Wycombe, wie sie in populärwissenschaftlicher Literatur gelegentlich zu finden ist, ist darauf zurückzuführen, dass es sich bei Wycombe um einen der ganz wenigen namentlich bekannten englischen Komponisten der Epoche handelt. Es gibt jedoch keine allgemein anerkannten Forschungsergebnisse, die einen näheren Bezug des Musikers zum Sommerkanon nahelegen. Musikwissenschaftliche Untersuchungen sprechen ausnahmslos von einer anonymen Komposition, ebenso bleibt ungeklärt, ob die Musik und die beiden Texte von ein und derselben Person verfasst wurden.

## Musikalische Charakteristika

### Notation, Metrum und tonale Struktur
Der Notentext entspricht im Wesentlichen den Konventionen der schwarzen oder „frankonischen“ Mensuralnotation, die sich in der Musik Westeuropas im Lauf des 13. Jahrhunderts als Standard für die Niederschrift zeitgenössischer Kompositionen etablierte. Allerdings sind – was etwas ungewöhnlich ist – die Notenlinien in roter Farbe gezogen, außerdem bestehen die Systeme je aus sechs, in Zeile 6 sogar sieben Linien anstelle der damals bereits üblichen fünf. Da kaum vergleichbare Handschriften aus dem mittelalterlichen England erhalten geblieben sind, ist es jedoch so gut wie nicht möglich, aus diesen Besonderheiten weitergehende Schlüsse herzuleiten.
Eine eigentliche Mensur, die ungefähr der modernen Taktangabe gleichkäme, ist noch nicht vorgezeichnet, da im fraglichen Zeitraum das dreiteilige Metrum als Normalfall betrachtet wurde. Das Symbol am Beginn jedes Systems ist ein C-Schlüssel, der durch seine Position in etwa dem heutigen Tenorschlüssel entspricht.
Das nach dem Schlüssel vorgezeichnete „b“ ist als B molle zu lesen, weist also auf das hexachordum molle als tonalen Bezugsrahmen des Kanons hin. Das heute ebenso vorgezeichnete F-Dur ist eine weit spätere musikgeschichtliche Entwicklung, so dass es (dem Höreindruck des modernen Ohrs zum Trotz) ein Anachronismus wäre, den Sommerkanon als „in F-Dur stehend“ zu beschreiben.

### Satztechnik
Notiert sind in MS Harley 978 nur drei Stimmen: Die eigentliche Kanonmelodie und zwei als pes (Fuß) bezeichnete Begleitstimmen, die durch Stimmtausch auseinander ableitbar sind. Im Notentext der Kanonmelodie befindet sich über dem Wort lhude ein in roter Farbe hervorgehobenes Kreuz, das als signum congruentiae dient, d. h. eine neue Stimme setzt mit dem Kanon dann ein, wenn die vorhergehende diese Stelle erreicht hat. Die „für die Geschichte des Kanons archetypische einstimmige Aufzeichnungsweise“ ist bis auf den heutigen Tag üblich und am Beispiel des Sommerkanons erstmals in der Musikgeschichte belegt.

Die einander nach dem Kanonprinzip imitierenden Oberstimmen sind reich an den seinerzeit „modern“ wirkenden klangvollen Intervallen (Terzen und Sexten) und erzeugen auf diese Weise (zumindest für das heutige, durch die Harmonik geprägte Ohr) den Höreindruck einer Komposition in Dur, wobei diese musikalische Auffassung dem Mittelalter noch fremd war. Im Zusammenklang mit den beiden pedes verstärkt sich der akkordische Eindruck noch, da die Stimmen unablässig zwischen den Dreiklängen F-Dur und g-moll hin- und herzupendeln scheinen, die der heutige Hörer als Wechsel zwischen Tonika und Subdominante, in späterer Musik eine der grundlegendsten harmonischen Beziehungen, wahrnimmt. Obwohl Sumer is icumen in den melodischen und rhythmischen Duktus anderer Kompositionen der Ars antiqua (etwa dem Graduale Sederunt principes in der berühmten Organum-Vertonung Pérotins) aufgreift, geht die vollstimmige Klanglichkeit des Sommerkanons weit über seine bekannten Vorbilder hinaus.

### Aufführungsanweisungen

Kanonmelodie und pedes in moderner Notation

Der Kopist der Handschrift fügte den beiden Texten und den Noten eine recht ausführliche Anweisung bei, die erklärt, wie der Kanon aufzuführen sei. Aus dem schieren Vorhandensein dieser Aufführungsvorschrift wird zum einen auf die Existenz eines – wenn auch heute nicht mehr namentlich bekannten – Komponisten geschlossen, zum anderen illustriert die etwas umständliche Formulierung, wie wenig vertraut die Zeitgenossen mit dem Kompositionsprinzip eines Ringkanons gewesen sein dürften.

### Vermischung mittelalterlicher Liedformen
Zumindest hinsichtlich der musikalischen Form, der Sumer is icumen in angehört, scheint es zunächst keine Zuordnungsprobleme zu geben. Das Manuskript selbst bezieht sich auf hanc rotam („diesen [Ring-]Kanon“). Dennoch weist das Stück Merkmale auf, die eher für den Typus des rondellus („Rundgesang“) charakteristisch sind. Vereinfachend ausgedrückt, ist der rondellus durch den simultanen Einsatz der beteiligten Stimmen gekennzeichnet, was im Sommerkanon durch die beiden pedes und die Kanonmelodie gegeben ist. Letztere wird aber durch den sukzessiven Einsatz der Stimmen zum entscheidenden Kriterium für den Typus rota. Auch Querverbindungen zu anderen Liedformen des Mittelalters werden für den Sommerkanon gelegentlich postuliert, was aber anhand der für das England des 13. Jahrhunderts sehr begrenzten Quellenlage – die hauptsächlich auf die Vernichtung der klösterlichen Handschriftenbestände unter Heinrich VIII. zurückzuführen ist – kaum abschließend entschieden werden kann.

## Text
Das Readinger Manuskript bietet zwei Texte für den Vortrag des Sommerkanons an. Die Praxis, in verschiedenen Stimmen eines polyphon gesetzten Musikstücks inhaltlich ganz verschiedene Texte – durchaus auch in unterschiedlichen Sprachen – zu singen, verbreitete sich in der Motette des späten Mittelalters und vor allem in der Renaissance. Für die „Reading rota“ wird diese Vortragsweise im Allgemeinen jedoch noch nicht angenommen.

### Das mittelenglischeSumer is icumen in

#### Probleme der Interpretation
Der mittelenglische Text des Sommerkanons wurde im Lauf der Jahrhunderte immer wieder an den Sprachwandel angepasst. Den meisten modernen Bearbeitungen ist gemeinsam, dass sie die erste Textzeile mit dem leicht archaisierenden, aber nichtsdestoweniger unmittelbar verständlichen „Summer is a-coming in“ wiedergeben. In dieser Form ist der Kanon insbesondere unter musikalischen Laien sehr bekannt. Problematisch ist hierbei, dass das mittelenglische sumer eine beträchtliche Bedeutungsverschiebung durchgemacht haben müsste, wenn der Text – der heutigen Auffassung entsprechend – als „Frühlingslied“ begriffen wird. Zur Entkräftung dieser Inkonsistenz wird vorgebracht, dass im Mittelalter der 1. Mai als Tag des Sommeranfangs angesetzt wurde, ein Datum, das nach gegenwärtiger Vorstellung noch in den mittel- und westeuropäischen Frühling fällt. Ferner verfälscht „a-coming“ als Verlaufsform den Sinn des mittelenglischen Partizips icumen („gekommen“).
Besonders umstritten ist bis heute die Deutung des Teilsatzes bucke uerteþ. Dabei ist nicht nur unklar, von welchem Tier bei bucke genau die Rede ist – neben dem naheliegenden Ziegenbock werden auch Rehbock oder Hirsch vorgeschlagen. Ausgesprochen kontrovers wird vielmehr die Bedeutung des Verbs uerteþ diskutiert, da die vermeintliche idyllische Schilderung der im Frühling wiederauflebenden Natur inhaltlich wie stilistisch nur schwer vereinbar scheint mit der Flatulenz eines Paarhufer-Männchens. Während manche Interpretationen folgern, farteth sei im Mittelenglischen weniger derb konnotiert gewesen als das moderne englische farts beziehungsweise das verwandte deutsche furzt, bestreiten andere überhaupt einen Zusammenhang mit dem aus dem Altenglischen belegten feortan und postulieren eine Umdeutung des lateinischen Verbs vertere (im Sinne von „sich [unruhig] hin- und herbewegen“), so dass die problematische Vokabel letztlich nur ein Synonym des vorangegangenen sterteþ sei.

#### Literarische Gattung
Die traditionelle Deutung betrachtet den englischen Text als Vertreter des literarischen Genres der reverdie. Hierbei handelt es sich um einen Gedichttypus, der das Wiederaufleben der Natur im Frühling besingt. Die reverdie stammt ursprünglich aus Frankreich, erfreute sich aber auch im mittelalterlichen England großer Beliebtheit, wovon der bekannte Beginn des General Prologue in Geoffrey Chaucers Canterbury Tales ein spätes Zeugnis ablegt.
Diese Lesart stellt den idyllischen Aspekt in den Mittelpunkt und hat durch ihre weite Verbreitung dafür gesorgt, dass der Sommerkanon „ein Sinnbild des heiteren alten England“ (Merrie England) geworden ist. Eine derart geradlinige Auslegung scheint auch durch die Musik bestätigt zu werden, denn der in den folgenden Jahrhunderten entwickelte Typus der Pastorale arbeitet hinsichtlich Tonart und Metrum mit Gestaltungsmitteln, die bereits in Sumer is icumen in nachweisbar sind.
Gegen diese oberflächlich naheliegende Interpretation sind in jüngerer Vergangenheit zahlreiche Einwände angeführt worden. G. H. Roscow geht so weit, dem englischen Text einen stark ironisch gefärbten, möglicherweise sogar zynischen Umgang mit der bekannten Gattung zu unterstellen: „Es ist der falsche Vogel, die falsche Jahreszeit und die falsche Sprache für eine reverdie, sofern nicht eine ironische Aussage beabsichtigt ist.“
Roscow stützt seine Argumentation zunächst auf die Symbolik des Kuckucks, der – wofür wiederum Chaucer in seinem Parliament of Fowls einen Anhaltspunkt bietet – als Brutparasit durchaus negativ konnotiert war; ebenso wurde der Gesang des Vogels keineswegs als fröhlich („merry“) gehört, sondern mit seinem unablässig wiederholten Zweiton-Motiv eher als banal und unschön klingend beschrieben. Hiervon ausgehend entwickelt Roscow seine Deutung des Sommerkanons als derbes Spottlied mit stark sexuellen Untertönen. Unter anderem verweist er dabei auch auf die „Kakophonie blökender Schafe, muhender Kühe und Winde fahrenlassender Böcke … der Kuckuck müsste in der Tat laut singen, um dagegen anzukommen“. Roscow kann sich dabei nicht nur auf den geschriebenen Text berufen: In klingender Musik sind die jeweiligen Satzfetzen, die die verschiedenen Tierlaute schildern, praktisch gleichzeitig zu hören, sobald alle sechs Stimmen im Kanon singen, und der komisch-satirische Effekt dieses Höreindrucks ist kaum von der Hand zu weisen.

### Das lateinischePerspice christicola
Im lateinischen Text erscheint das Wort christicola abgekürzt in der Form χρicola. Die ersten beiden Buchstaben sind die griechischen Chi und Rho, aus denen traditionell das Christusmonogramm zusammengesetzt wird.
Im weiteren Verlauf nimmt der Text Bezug auf die Kreuzigung Jesu, und in dieser Anspielung auf das Osterfest wollen einige Musikwissenschaftler einen Zusammenhang zur Frühlingsthematik des weltlichen Texts erkennen. Darüber hinaus scheinen die beiden Texte aber inhaltlich und formal weitgehend unabhängig zu sein. Insbesondere fällt auf, dass Perspice christicola häufig nicht mit dem trochäischen Versmaß von Sumer is icumen in beziehungsweise dem entsprechenden rhythmischen Modell der Kanonmelodie (lang-kurz, Longa-Brevis) übereinstimmt.
Person und Intention des Verfassers bleiben unklar, und Ernest Sanders geht, in diesem Punkt früheren Interpreten folgend, so weit, in Perspice christicola einen nachträglichen Einfall zu vermuten, der lediglich dazu diene, die Aufnahme des Sommerkanons in die Handschrift religiös zu verbrämen. Neben Fragen der mangelhaften sprachlichen und literarischen Qualität des lateinischen Texts führt Sanders zugunsten seiner These ins Feld, dass er keine eigenständigen Worte für die beiden pes-Melodien bietet.

## Rezeption

### Zitat und Parodie
In seinem Heimatland und darüber hinaus einem großen Teil der englischsprachigen Welt gilt der Sommerkanon trotz seiner „gebildeten“, wenn auch anonymen, Herkunft als Volkslied. Er wird auch in anderssprachigen Ländern gerne im Englisch- oder Musikunterricht gelehrt und ist mittlerweile weltweit zu dem von Roscow beschriebenen „Sinnbild des Merrie England“ geworden. Das im Laufe des 20. Jahrhunderts stetig wachsende Interesse von Interpreten und Publikum an Alter Musik sowie die Folk-Bewegung der 1960er- und 70er-Jahre haben zu dieser Verbreitung das Ihre beigetragen.
Die gängige tradierte Deutung des Stücks als heiter-unbeschwertes Frühlingslied wird dabei allgemein als selbstverständlich betrachtet, die weiter oben geschilderten philologischen und musikwissenschaftlichen Erwägungen spielen also in der Wahrnehmung des breiten Publikums so gut wie keine Rolle. Selbst parodistische Bearbeitungen, wie zum Beispiel die in Ezra Pounds Ancient Music (1902), ziehen ihre Schärfe aus dem Kontrast zur vermeintlich unschuldigen Naivität des Originaltexts. Pounds Text beklagt die Unbilden der kalten Jahreszeit:
Benjamin Britten zitiert die Melodie der Reading rota – jedoch ohne den kanonischen Stimmtausch – für die Passage höchster metrischer und instrumentatorischer Komplexität im Finale („London, to thee I do present“) seiner Spring Symphony op. 44 (1949): „[...] kept in motion by a rousing waltz tune upon which is projected, in a climactic peroration, the famous Sumer is icumen in cast in duple time, presumably in response to the then recently published but mistaken arguments of a leading medievalist, Manfred Bukofzer, on the basis of his inaccurate re-dating of the Summer Canon.“
Für das Musical Jack in the Country verfassten Alec Wilder und Marshall Baner den Song Summer is a-comin' in, der in einer Einspielung Nat King Coles von 1963 bekannt wurde. Baners Text greift – insbesondere für die Eröffnungsstrophe – auf die mittelalterlichen Verse zurück und entwickelt diese dann zu einer idyllischen Schilderung des Frühsommers weiter, die der Vorstellung des amerikanischen Hörers um die Mitte des 20. Jahrhunderts stärker entgegenkommt. Dagegen findet die Kanonform kein Echo in Wilders Komposition, die sich in den Konventionen der im Broadway-Theater bevorzugten Songs bewegt und auch in ihrer Melodieführung nur sehr entfernt an die bekannte Vorlage erinnert.
Der deutsche Komponist Carl Orff fertigte 1972 unter dem Titel Rota eine Bearbeitung des Sommerkanons für Knabenchor und Instrumentalensemble an. Das Auftragswerk wurde für die Eröffnungsfeier der XX. Olympischen Sommerspiele verfasst und am 26. August 1972 unter Mitwirkung des Tölzer Knabenchors im Münchener Olympiastadion uraufgeführt.

### Als Vorläufer späterer musikalischer Entwicklungen
Sumer is icumen in wirkt aufgrund der „launenhaften Glückszufälle der Überlieferung“ wie ein isolierter und singulärer Sonderfall in der Musikgeschichte des ausgehenden Mittelalters. Erst weit im 14. Jahrhundert und später finden sich wieder Kompositionen weltlicher Musik, die auf vergleichbar komplexem Niveau gearbeitet sind und wie der Sommerkanon als „tonale Organismen, sowohl in klanglicher wie in melodischer Hinsicht … bezeichnet werden müssen“. Dennoch wird angenommen, dass dieser Eindruck der ausgesprochen schlechten Quellenlage geschuldet ist und das Stück eher ein starkes Indiz für eine bereits vor seiner Komposition bestehende, hochentwickelte Musikkultur darstellt.